# Personlig udvikling
Personlig udvikling er en bred betegnelse for en forandringsproces, der leder til en udvikling eller forbedring af personens færdigheder eller eget selv. Aspekter ved personlig udvikling kan f.eks. være øget selvindsigt, opbygning og fornyelse af identitet, udvikling af styrker og talenter, identifikation og udvikling af potentialer, forbedring af livskvalitet, realisering af drømme og indfrielse af aspirationer m.v. Personlig udvikling kan være knyttet til selvrealisering, etik og moralsk karakter eller pædagogik og dannelse. 
I sin grundform har ideen om udvikling og kultivering af eget selv rødder langt tilbage i historien og er både et grundlag for filosofi og pædagogik. De antikke grækere er f.eks. kendt for inskriptionen "kend dig selv" over templet i Delfi. Hos de romerske stoikere kom tanken især til at handle om at udvikle en god moralsk karakter. 
Indenfor psykologien knytter ideen sig især til jungiansk psykologi (se individuation) og humanistisk psykologi (se f.eks. Maslows behovspyramide), der anser personlig udvikling og vækst som et individuelt iboende behov eller mål i tilværelsen. I andre dele af psykologien har udviklingsbegrebet især været reserveret til børns udvikling frem mod voksenstadiet (se udviklingspsykologi) og indsatsen har koncentreret sig om at reparere på dysfunktionaliteter, der er opstået i barndommen eller senere i livet. 
Begrebet personlig udvikling har vundet alment indpas i sproget og bruges i mange forskellige sammenhænge, f.eks. i forbindelse med coaching, selvhjælps-litteratur, psykoterapi, kurser, osv.
Kilder